# Маклафлін (Південна Дакота)
Маклафлін (англ. McLaughlin) — місто (англ. city) в США, в окрузі Корсон штату Південна Дакота. Населення — 569 осіб (2020).

## Географія
Маклафлін розташований за координатами 45°48′48″ пн. ш. 100°48′38″ зх. д. / 45.81333° пн. ш. 100.81056° зх. д. (45.813307, -100.810681).  За даними Бюро перепису населення США в 2010 році місто мало площу 1,05 км², уся площа — суходіл.

## Демографія
Згідно з переписом 2010 року, у місті мешкали 663 особи в 233 домогосподарствах у складі 154 родин. Густота населення становила 633 особи/км².  Було 270 помешкань (258/км²).
Расовий склад населення:
| - 65,3 % — корінних американців - 28,1 % — білих - 0,9 % — азіатів - 0,2 % — вихідців з тихоокеанських островів - 1,1 % — осіб інших рас |

До двох чи більше рас належало 4,5 %. Частка іспаномовних становила 3,8 % від усіх жителів.
За віковим діапазоном населення розподілялося таким чином: 31,8 % — особи молодші 18 років, 56,4 % — особи у віці 18—64 років, 11,8 % — особи у віці 65 років та старші. Медіана віку мешканця становила 31,0 року. На 100 осіб жіночої статі у місті припадало 96,7 чоловіків;  на 100 жінок у віці від 18 років та старших — 87,6 чоловіків також старших 18 років.
Середній дохід на одне домашнє господарство  становив 44 131 долар США (медіана — 35 667), а середній дохід на одну сім'ю — 53 773 долари (медіана — 40 769). За межею бідності перебувало 29,1 % осіб, у тому числі 26,5 % дітей у віці до 18 років та 19,7 % осіб у віці 65 років та старших.
Цивільне працевлаштоване населення становило 202 особи. Основні галузі зайнятості: освіта, охорона здоров'я та соціальна допомога — 29,7 %, мистецтво, розваги та відпочинок — 16,8 %, роздрібна торгівля — 15,3 %.